# Penn & Teller: Fool Us
Penn & Teller: Fool Us est un programme télévisé de concours de magie dans lequel des magiciens exécutent des tours devant le duo de magiciens américains Penn et Teller. Les deux premières saisons ont été animées par Jonathan Ross puis par Alyson Hannigan à partir de la troisième saison. Fool Us a été tourné aux Fountain Studios de Londres, en Angleterre (saison 1) et au Théâtre Penn et Teller de Las Vegas (saison 2 et suivantes). Après chaque représentation, si Penn et Teller ne peuvent pas comprendre comment un tour a été réalisé, le ou les magiciens qui l'ont exécuté remportent un voyage cinq étoiles à Las Vegas où ils joueront la première partie du spectacle de Penn et Teller, également au Rio Hôtel et casino.

## Format
Chaque épisode commence par une introduction expliquant le but de l’émission. Penn & Teller viennent s'asseoir près du centre de la scène et des magiciens performent devant le public et eux. Après chaque numéro, Penn & Teller s'entretiennent en privé et peuvent examiner les accessoires du tour, pendant que l'animateur interviewe le ou les magiciens. Penn & Teller révèlent ensuite s’ils savent comment le tour a été exécuté, en utilisant généralement un langage crypté, afin d’éviter de révéler publiquement les secrets du tour, ou en présentant au magicien, à l'écrit, la méthode utilisée. Si Penn & Teller se trompent ou n'arrivent pas à expliquer comment le tour a été accompli, le magicien remporte un trophée Fool Us (à compter de la saison 2 ; aucun trophée n'a été décerné durant la première saison) et la possibilité de se produire plus tard à l'un des spectacles de Penn & Teller à Las Vegas. Un juge en coulisses, connaissant les techniques utilisées en magie et informé par les participants sur le fonctionnement de leur tour, sert à corriger Penn et Teller s’ils pensent, à tort, avoir compris le tour. À la fin de chaque épisode, Penn & Teller exécutent leur propre tour de magie.

## Production
Le premier épisode a été commandé par John Kaye Cooper, anciennement contrôleur de divertissement pour ITV. En février 2011, en raison d'un bon audimat, huit épisodes produits par September Films et 1/17 Productions ont été commandés. Les huit épisodes ont été tournés pendant dix jours successifs et leur diffusion a commencé en juin 2011.
La série a été annulée le 28 juin 2012 sur ITV, malgré une audience moyenne de 4 millions, supérieure à la norme de son créneau horaire. Après avoir reçu une audience modérée en diffusant la première saison durant l'été 2014, The CW commande une deuxième saison prévue pour 2015. L’audience de la seconde saison a été un succès pour The CW, avec la meilleure audience sur ce créneau horaire depuis cinq ans.
Le 11 août 2015, la série est renouvelée pour une troisième saison sur The CW. La troisième saison a été diffusée pour la première fois le 13 juillet 2016,, et la série est présentée par Alyson Hannigan à partir de cette saison. La quatrième saison a été diffusée pour la première fois le 13 juillet 2017,. Un épisode spécial poisson d'avril a été diffusé le 2 avril 2018 annonçant le début de la cinquième saison pour le 25 juin 2018,. Après un autre épisode poisson d'avril diffusé le 1er avril 2019, le renouvellement de la série, pour une sixième saison, a été annoncé le 9 octobre 2018. La neuvième saison a inauguré cette rentrée d'automne 2022

## Épisodes
| Saison | Saison  | Épisodes | Diffusion originale | Diffusion originale | Diffusion originale |
| Saison | Saison  | Épisodes | Début de saison     | Fin de saison       | Chaîne              |
| ------ | ------- | -------- | ------------------- | ------------------- | ------------------- |
|        | 1       | 9        | 7 janvier 2011      | 28 août 2011        | ITV                 |
|        | 2       | 13       | 6 juillet 2015      | 5 octobre 2015      | The CW              |
|        | 3       | 13       | 13 juillet 2016     | 16 septembre 2016   | The CW              |
|        | 4       | 13       | 13 juillet 2017     | 30 novembre 2017    | The CW              |
|        | Spécial | Spécial  | 2 avril 2018        | 2 avril 2018        | The CW              |
|        | 5       | 13       | 25 juin 2018        | 1 octobre 2018      | The CW              |
|        | Spécial | Spécial  | 1 avril 2019        | 1 avril 2019        | The CW              |

Les participants qui ont trompé Penn et Teller sont répertoriés avec des caractères en gras.

### Saison 1 (2011)
| № | #      | Titre                        | Première diffusion | Code de prod. |
| --- | ------ | ---------------------------- | ------------------ | ------------- |
| 1 | Pilote | How to Saw a Woman in Half   | 7 janvier 2011     | 109           |
| - Ali Cook, magicien close-up et de scène, britannique - Richard Bellars, magicien close-up et de scène, britannique - Michael Vincent, magicien close-up et de scène, britannique - John Archer, magicien comique, britannique - James More, magicien de scène et illusionniste, britannique - Benjamin Earl, manipulateur de cartes, britannique Exclusivité du site internet ITV - Morgan & West, magiciens close-up et de scène, britanniques - Damien O'Brien, magicien de rue, britannique - Noel Qualter, magicien close-up, britannique |        |                              |                    |               |
| 2 | 1      | Teller Sucks... Helium       | 18 juin 2011       | 107           |
| - High Jinx, illusionnistes et artistes de cirque, britanniques - Jon Allen, magicien de rue, britannique - Graham Jolley, mentaliste, britannique |        |                              |                    |               |
| 3 | 2      | Stab a Card, Any Card...     | 25 juin 2011       | 102           |
| - Mark Shortland, magicien comique, britannique - Mathieu Bich, illusionniste de carte, français - Young and Strange, illusionnistes de rue et de scène, britanniques - Daniel Madison, illusionniste de carte, britannique |        |                              |                    |               |
| 4 | 3      | Solid Goldfish               | 2 juillet 2011     | 103           |
| - Piff the Magic Dragon, magicien comique, britannique - Soma, illusionniste, hongrois - Alan Hudson, magicien close-up, britannique - Damien O'Brien, magicien de rue, britannique |        |                              |                    |               |
| 5 | 4      | Teller is a Blockhead        | 9 juillet 2011     | 104           |
| - Daniel Kramer, illusionniste, britannique - Romany, the Diva of Magic, magicienne et danseuse burlesque, britannique - Alan Rorrison, magicien close-up, britannique - Richard Bellars, illusionniste, britannique |        |                              |                    |               |
| 6 | 5      | Penn Gets Nailed             | 16 juillet 2011    | 105           |
| - Cubic Act, illusionnistes, français - Nick Einhorn, mentaliste, britannique - Michael Vincent, magicien close-up et de scènes, britannique - Morgan & West, magiciens close-up et de scènes, britanniques |        |                              |                    |               |
| 7 | 6      | The Magic of Polyester       | 23 juillet 2011    | 106           |
| - Gazzo, magicien de rue, britannique - Colin McLeod, mentaliste, britannique - Keelan and Charlotte, artistes de changement rapide, britanniques - Brynolf & Ljung, illusionnistes, suédois |        |                              |                    |               |
| 8 | 7      | A Bellyful of Needles        | 30 juillet 2011    | 101           |
| - Shawn Farquhar, magicien close-up, canadien - Manuel Martinez, illusionniste, "cubain" - Étienne Pradier, magicien utilisant des cartes, francais - Chris Dugdale, illusionniste, britannique |        |                              |                    |               |
| 9 | 8      | Water Tanks for the Memories | 28 août 2011       | 108           |
| - Lee Hathaway, magicien close-up et de cabaret, britannique - Jack Taperell, magicien close-up, britannique - Laura London, illusionniste, britannique - Paul & Martin Daniels, magiciens de renommée, britanniques |        |                              |                    |               |

1. ↑  tel que listé dans les listings U.S.
2. ↑  Bien que Penn et Teller aient vu Farquhar réaliser un échange de paquet de cartes, qui devrait automatiquement vouloir dire que le participant ne les a pas trompés, ils se sont eux-mêmes considérés comme trompés car ils n'ont pas plus expliquer l'essence du tour de magie de Farquhar.
3. ↑  Martinez se présente comme cubain, mais a été démasqué comme britannique par Penn et Teller après son numéro.

Les passages non diffusés incluent :
- Chris Cox, liseur de pensée, britannique (non diffusé car son numéro a raté)
- James Brown, magicien de scène, britannique
- Marc Oberon, magicien utilisant des cartes, britannique
- David Masters, illusionniste, britannique
- Noel Qualter, magicien close-up, britannique
- David Jay, illusionniste, britannique

### Saison 2 (2015)
| № | #  | Titre                             | Première diffusion | Code de prod. |
| --- | -- | --------------------------------- | ------------------ | ------------- |
| 10 | 1  | Phone-y Business                  | 6 juillet 2015     | 202           |
| - Jon Armstrong, magicien close-up, américain - Xavier Mortimer, illusionniste, français - The Shocker, mentaliste/illusionniste, américain - Steven Brundage, magicien close-up, américain                                  |    |                                   |                    |               |
| 11 | 2  | The Invisi-Ball Thread            | 13 juillet 2015    | 203           |
| - Leon et Romy, illusionnistes, américains/australiens - Mike Hammer, illusionniste, américain - Shin Lim, magicien close-up, américain - Peter Boie, illusionniste, américain                                               |    |                                   |                    |               |
| 12 | 3  | Shoot to Kill                     | 20 juillet 2015    | 201           |
| - Brian Brushwood, magicien close-up, américain - Simon Pierro, illusionniste, allemand - Handsome Jack, magicien comique, américain - Kyle Knight et Mistie, illusionnistes, américains                                     |    |                                   |                    |               |
| 13 | 4  | Knife of the Party                | 27 juillet 2015    | 204           |
| - Austin Janik, close-up, américain - Amazing Allison, mentaliste, américaine - Mac King, illusionniste, américain - Norman Ng, magicien close-up, américain                                                                 |    |                                   |                    |               |
| 14 | 5  | Mission Impossi-Ball              | 3 août 2015        | 205           |
| - Bill Cook, magicien close-up, américain - Wes Barker, illusionniste, canadien - Matthew Holtzclaw, magicien close-up, américain - David Regal, illusionniste, américain                                                    |    |                                   |                    |               |
| 15 | 6  | Now THAT'S Bunny!                 | 10 août 2015       | 206           |
| - Jay Sankey, magicien close-up, canadien - Greg Wilson, illusionniste, américain - Trigg Watson, magicien close-up, américain - Jen Kramer, magicien close-up, américain                                                    |    |                                   |                    |               |
| 16 | 7  | Penn's Favorite Card Trick        | 17 août 2015       | 207           |
| - Kostya Kimlat, magicien utilisant des cartes, ukrainien-américain - Frederick Falk, magicien close-up, américain - Chris Funk, magicien de scène utilisant des cartes, canadien - Nate Dendy, magicien de scène, américain |    |                                   |                    |               |
| 17 | 8  | Teller Plays with a Full Deck     | 24 août 2015       | 209           |
| - Blake Vogt, magicien close-up, américain - Joshua Jay, magicien close-up, américain - Levent, magicien comique, américain - Ben Seidman, illusionniste, américain                                                          |    |                                   |                    |               |
| 18 | 9  | Star Spangled Magic               | 31 août 2015       | 210           |
| - Riley Siegler, magicien close-up, américain - Jade, illusionniste, chinoise-américaine - Ran'd Shine, magicien close-up, américain - David Roth, magicien utilisant des pièces, américain                                  |    |                                   |                    |               |
| 19 | 10 | Teller Deflowers a Shadow         | 14 septembre 2015  | 212           |
| - Scott Alexander & Puck, illusionnistes, américains - Eric Jones, magicien utilisant des pièces, américain - Mark Calabrese, magicien close-up utilisant des cartes, américain - Paul Vigil, mentaliste, américain          |    |                                   |                    |               |
| 20 | 11 | Where There's Smoke There's Magic | 21 septembre 2015  | 211           |
| - Joel Meyers & Spidey, mentalistes, américains - Rick Lax, magicien close-up utilisant des cartes, américain - Marcus Eddie, illusionniste, américain - Bruce Gold, magicien comique, américain                             |    |                                   |                    |               |
| 21 | 12 | Penn & Teller Ring Someone's Neck | 28 septembre 2015  | 208           |
| - Victor & Diamond, illusionnistes, américains - Francis Menotti, mentaliste, américain - Nash Fung, magicien close-up, chinois-américain - Chad Juros, magicien utilisant des cordes, américain                             |    |                                   |                    |               |
| 22 | 13 | An Egg-Cellent Trick              | 5 octobre 2015     | 213           |
| - Derek Hughes, magicien close-up utilisant des cartes, américain - Reuben Moreland, illusionniste, américain - Suzanne, magicienne close-up, américaine - Jared Kopf, mentaliste, américain                                 |    |                                   |                    |               |

1. ↑  Le trophée de Roth est donné à titre honorifique car Penn et Teller ont admit qu'ils n'auraient pas connu ce numéro si Roth n'avait pas écrit un livre le décrivant.
2. ↑  Bien que Paul Vigil ne les a pas trompé, Penn admet qu'ils n'auraient jamais pu comprendre le tour s'ils n'avaient pas lu son livre le décrivant.

### Saison 3 (2016)
| № | #  | Titre                                | Première diffusion | Code de prod. |
| --- | -- | ------------------------------------ | ------------------ | ------------- |
| 23 | 1  | Won't Get Fooled Again...?           | 13 juillet 2016    | 304           |
| - Shawn Farquhar, mentaliste, canadien - Michael Kent, magicien comique, américain - Nathan Burton, illusionniste, américain - Nathan Coe Marsh, magicien close-up, américain                                         |    |                                      |                    |               |
| 24 | 2  | Jesse Eisenberg Gets Carded          | 20 juillet 2016    | 303           |
| - Brett Loudermilk, avaleur d’épées, américain - Dan Harlan, magicien close-up utilisant des cartes, américain - Ryan Joyce, illusionniste, canadien - Kyle Eschen, magicien comique, américain                       |    |                                      |                    |               |
| 25 | 3  | Have A Blast                         | 27 juillet 2016    | 302           |
| - Robert Ramirez, mentaliste comique, mexicain - Dominik (Krzanowski), illusionniste, polonais-britannique - Joel Ward, magicien comique, américain - Mahdi Gilbert, magicien close-up utilisant des cartes, canadien |    |                                      |                    |               |
| 26 | 4  | Penn Plays With Fire                 | 3 août 2016        | 305           |
| - David and Leeman, magicien comique, américain - Jibrizy, magicien close-up, américain - Rick Maisel, artiste escapologiste, américain - Felix Bodden, magicien close-up utilisant des cartes, dominicain            |    |                                      |                    |               |
| 27 | 5  | You Dirty Rathead!                   | 10 août 2016       | 301           |
| - Alex Ramon, illusionniste, américain - Greg Frewin, illusionniste, canadien - Vinny Grosso, magicien comique, américain - Arthur Trace, magicien close-up, américain                                                |    |                                      |                    |               |
| 28 | 6  | Penn & Teller Snake their Chances    | 17 août 2016       | 309           |
| - Elliot Zimet, illusionniste, américain - Paul Gertner, magicien close-up utilisant des cartes, américain - Matthew DiSero, mentaliste comique, canadien - Rokas Bernatonis, illusionniste, lituanien                |    |                                      |                    |               |
| 29 | 7  | Juggle, Juggle, Penn's in Trouble    | 24 août 2016       | 308           |
| - Vitaly Beckman, illusionniste, russe - Simon Coronel, illusionniste, australien - Mac King, magicien comique, américain - Kevin Viner, mentaliste, américain                                                        |    |                                      |                    |               |
| 30 | 8  | Here's Moxie!                        | 31 août 2016       | 303           |
| - Matthew Laslo, illusionniste, américain - Rob Zabrecky, mentaliste, américain - David Garrard, illusionniste, américain - Wayne Hoffman, mentaliste, américain                                                      |    |                                      |                    |               |
| 31 | 9  | The Great Escape                     | 2 septembre 2016   | 307           |
| - Xavier Mortimer, illusionniste, français - Fielding West, magicien comique, américain - Caleb Wiles, magicien close-up utilisant des cartes, américain - Kevin Hall The Magic Maniac, magicien comique, américain   |    |                                      |                    |               |
| 32 | 10 | To Tea Or Not To Tea?                | 7 septembre 2016   | 310           |
| - Timon Krause, mentaliste, allemand - Kyle Marlett, magicien close-up utilisant des cartes, américain - The Evasons, mentalistes, canadiens - Chef Anton, illusionniste, américain                                   |    |                                      |                    |               |
| 33 | 11 | Penn & Teller Get Trapped            | 9 septembre 2016   | 311           |
| - Christopher Tracy & Jim Leach, magiciens comique, américains - Neil Croswell, illusionniste, canadien - Ben Young, illusionniste, américain - Henok, mentaliste, éthiopien/irlandais                                |    |                                      |                    |               |
| 34 | 12 | Penn & Teller Rip for your Pleasure  | 14 septembre 2016  | 312           |
| - Joseph Réohm, illusionniste, américain - Brent Braun, magicien close-up utilisant des cartes, américain - Chris Rose, magicien close-up, américain - Charles Bach, illusionniste, américain                         |    |                                      |                    |               |
| 35 | 13 | Can Penn & Teller Fool Penn & Teller | 16 septembre 2016  | 313           |
| - Anthony Asimov, magicien close-up, américain - Angela Funovits, mentaliste, américaine - Ivan Amodei, mentaliste, américain - Vince Charming, illusionniste, américain                                              |    |                                      |                    |               |

1. ↑  Deuxième apparition de Farquhar dans l’émission et deuxième fois qu'il trompe Penn et Teller.
2. ↑  Penn et Teller admettent qu'ils ne savent pas comment il a fait entrer la balle de golf dans le pot, mais le participant accepte qu'il ne les a pas trompé puisqu'ils ont trouvé tous les autres trucs du numéro
3. ↑  Bien que Coronel a indiqué durant sa présentation qu'il n'avait pas trompé Penn et Teller, ces derniers ont confirmé durant l'épisode spécial April Fool Us Day diffusé le 2 avril 2018, qu'il les avait bien trompé[17].
4. ↑  Se présentent comme le duo «Hal et Keller» parodiant Penn et Teller.

### Saison 4 (2017)
| № | #  | Titre                                   | Première diffusion | Code de prod. |
| --- | -- | --------------------------------------- | ------------------ | ------------- |
| 36 | 1  | Penn & Teller Teach You a Trick         | 13 juillet 2017    | 402           |
| - Richard Turner, magicien utilisant des cartes, américain - Young & Strange, illusionnistes, britanniques - Kayla Drescher, illusionniste, américaine - Mike Super, mentaliste, américain                                                     |    |                                         |                    |               |
| 37 | 2  | Penn, Teller and a Mind Reading Chicken | 20 juillet 2017    | 401           |
| - Jonathan Burns, magicien comique, américain - Jo De Rijck, mentaliste, belge - David Caserta, illusionniste, américain - Jimmy Ichihana, magicien close-up utilisant des cartes, américain                                                   |    |                                         |                    |               |
| 38 | 3  | Teller Flips a Bird                     | 27 juillet 2017    | 403           |
| - Misty Lee, magicien close-up, américain - Shin Lim, magicien close-up, américain - Andi Gladwin, magicien comique, britannique - Hatfields, illusionnistes, canadiens                                                                        |    |                                         |                    |               |
| 39 | 4  | 50/50 Chance                            | 3 août 2017        | 405           |
| - Matt Johnson, artiste escapologiste, canadien - Siegfried Tieber, magicien close-up utilisant des cartes, équatorien - Jason Fields, magicien close-up utilisant des pièces, américain - Jessica Jane Peterson, illusionniste, américaine    |    |                                         |                    |               |
| 40 | 5  | Does This Trick Ring a Bell?            | 10 août 2017       | 407           |
| - Dyno Staats, illusionniste, américain - Aiden Sinclair, mentaliste, américain - Axel Adler, illusionniste, suédois - David Parr, magicien close-up utilisant des cartes, américain                                                           |    |                                         |                    |               |
| 41 | 6  | Something Fishy This Way Comes          | 17 août 2017       | 412           |
| - Dan Sperry, illusionniste, américain - Jean-Pierre Parent, magicien comique, canadien - Naathan Phan, illusionniste, britannique - Richard Forget, illusionniste, canadien                                                                   |    |                                         |                    |               |
| 42 | 7  | A Big Round of Applause for Alyson      | 24 août 2017       | 411           |
| - Riccardo Berdini, mentaliste, italien - Yan Markson, magicien close-up, russe/canadien - Ondřej Pšenička, magicien close-up, tchèque - Glenn Morphew, magicien close-up utilisant des cartes, américain                                      |    |                                         |                    |               |
| 43 | 8  | I Dream of Genie Tube                   | 7 septembre 2017   | 410           |
| - Dennis Watkins, mentaliste, américain - Jeff McBride, manipulation, américain - Kevin Li, illusionniste close-up, américain - Steve Marshall, magicien utilisant des dès, américain                                                          |    |                                         |                    |               |
| 44 | 9  | Penn & Teller Are Full of Hot Air       | 14 septembre 2017  | 413           |
| - Liberty Larsen, magicienne close-up utilisant des cartes, N/A - Jorge Blass, magicien close-up utilisant des cartes, espagnol - Paul Gertner, magicien close-up utilisant des cartes, américain - Sergio Starman, magicien close-up, italien |    |                                         |                    |               |
| 45 | 10 | Monkey Business                         | 21 septembre 2017  | 404           |
| - Sean-Paul, magicien close-up utilisant des cartes, américain - Jason Andrews, illusionniste, américain - Eric Mead, magicien close-up, américain - Reza Borchardt, américain                                                                 |    |                                         |                    |               |
| 46 | 11 | Penn Does the Heavy Lifting             | 25 septembre 2017  | 409           |
| - Stuart MacDonald, magicien close-up, américain - Kyle Littleton, magicien utilisant des cartes, américain - Lion Fludd, magicien close-up utilisant des cartes, américain - The Beckers, illusionnistes, américains                          |    |                                         |                    |               |
| 47 | 12 | Penn & Teller & Dracula                 | 28 septembre 2017  | 408           |
| - Mike Bliss, magicien comique, américain - Ekaterina, mentaliste, canadienne - Javi Benitez, magicien close-up utilisant des cartes, espagnol - Ran Gafner, mentaliste, israélien                                                             |    |                                         |                    |               |
| 48 | 13 | Hanging Out with Penn & Teller          | 30 novembre 2017   | 406           |
| - Patrik Kuffs, magicien close-up utilisant des cartes, N/A - Todd Lamanske, américain - Adam Wilber, magicien close-up utilisant des cartes, américain - Hector, close-up illusionniste, espagnol - Jen Kramer et AmberLynn Walker            |    |                                         |                    |               |

1. ↑  Avait déjà participé et trompé Penn et Teller.
2. ↑  Il a été révélé plus tard que Penn et Teller ont uniquement été trompés à cause d'une action d'un rédacteur de l’émission, Matt Donnelly[18].
3. ↑  Prévu initialement pour le 2 octobre 2017 mais a été décalé au 30 novembre 2017 à la suite de la fusillade de Las Vegas.
4. ↑  Ont joué un tour avec Penn et Teller à la fin de l’émission.

### Spécial (2018)
| №  | Titre             | Première diffusion | Code de prod. |
| -- | ----------------- | ------------------ | ------------- |
| 49 | April Fool Us Day | 2 avril 2018       | N/A           |

### Saison 5 (2018)
| № | #  | Titre                              | Première diffusion | Code de prod. |
| --- | -- | ---------------------------------- | ------------------ | ------------- |
| 50 | 1  | Penn the Magic Dragon              | 25 juin 2018       | 503           |
| - Matt Marcy, magicien comique, américain - The Sentimentalistes, mentalistes, canadiens - Andrew Evans, illusionniste, américain - Dom Chambers, magicien close-up, australien                                                           |    |                                    |                    |               |
| 51 | 2  | The Rematch                        | 2 juillet 2018     | 502           |
| - Vinny Grosso, magicien comique, américain - Morgan & West, magiciens close-up et de scène, britanniques - Paul Gertner, magicien close-up utilisant des cartes, américain - Eric Jones, magicien utilisant des pièces, américain        |    |                                    |                    |               |
| 52 | 3  | Penn & Teller Get Loopy            | 9 juillet 2018     | 504           |
| - Ryan Chandler, magicien close-up, américain - Ryan Hayashi, magicien samouraï utilisant des pièces, asiatique/canadien - Dirk Losander, illusionniste, allemand - Ed Ripley, magicien close-up, américain                               |    |                                    |                    |               |
| 53 | 4  | Here Comes the Magic               | 16 juillet 2018    | 501           |
| - Danny Cole, illusionniste, américain - Kostya Kimlat, magicien utilisant des cartes, ukrainien/américain - Håkan Berg, magicien comique, suédois - John Hinton, magicien close-up, américain                                            |    |                                    |                    |               |
| 54 | 5  | Psych!!                            | 23 juillet 2018    | 508           |
| - Emily Victoria, mentaliste, américaine - Patrick Folkerts, illusionniste, allemand - Migz, magicien close-up utilisant des cartes, américain - Seth Grabel, artiste escapologiste, américain                                            |    |                                    |                    |               |
| 55 | 6  | Penn & Teller Against the World    | 30 juillet 2018    | 506           |
| - Taijyu Fujiyama, magicien close-up de scène, japonais - Pit Hartling, magicien close-up utilisant des cartes, allemand - Helen Coghlan, illusionniste, australien - Menny Lindenfeld, mentaliste, israélien                             |    |                                    |                    |               |
| 56 | 7  | Imagine (Magic) Dragons            | 6 août 2018        | 505           |
| - Erik Tait, magicien comique, américain - Rebecca Herrera, mentaliste, britannique - TanBA, danger magician, japonais - Ian Stewart, magicien cascadeur/hypnotiseur, canadien                                                            |    |                                    |                    |               |
| 57 | 8  | Here Lie Penn & Teller             | 13 août 2018       | 509           |
| - Damien James, mentaliste/ventriloque, canadien - Kelvin Chow, magicien close-up utilisant des cartes, chinois - Joshua Lozoff, mentaliste, américain - Murray Sawchuck, illusionniste, canadien                                         |    |                                    |                    |               |
| 58 | 9  | Teller's Gambling Problem          | 20 août 2018       | 511           |
| - Will Bradshaw, magicien cascadeur, américain - Eric Dittelman, mentaliste comique, américain - Christian Engblom, magicien close-up utilisant des cartes, finlandais - Compagnie des Dragonfly, troupe d'illusionnistes, français       |    |                                    |                    |               |
| 59 | 10 | Penn & Teller Keep You In Suspense | 27 août 2018       | 507           |
| - Simon Pierro, illusionniste, allemand - Nicholas Wallace, mentaliste cascadeur, canadien - Darcy Oake, magicien close-up utilisant des cartes, canadien - Alex Geiser, magicien utilisant des pièces, américain                         |    |                                    |                    |               |
| 60 | 11 | The Fool Us Zone                   | 3 septembre 2018   | 510           |
| - Tyler Twombly, illusionniste close-up, américain - Dr. Michael Rubinstein, magicien utilisant des pièces, américain - Anastasia Synn, illusionniste, américaine - Adam Cheyer, magicien utilisant des cartes, américain                 |    |                                    |                    |               |
| 61 | 12 | Never Trust A Magician             | 24 septembre 2018  | 512           |
| - Alexandra Duvivier, magicienne utilisant des cartes, française - Christine Barger & Darlene Hollywood, mentalistes, américaines - Jamie Allan, illusionniste close-up, britannique - Christopher Grace, mentaliste, irlandais/américain |    |                                    |                    |               |
| 62 | 13 | Let's Hear It For The Kids         | 1 octobre 2018     | 513           |
| - Kiko Pastur, magicien close-up, espagnol - Jason Palter, magicien comique, canadien - Michael Gee, magicien utilisant des cartes, britannique - Bryan Saint, illusionniste, américain                                                   |    |                                    |                    |               |

1. ↑  Il avait déjà trompé Penn et Teller dans un épisode précédent. Il est assisté de Gilbert Gottfried par vidéo-conférence.
2. ↑  Ils avaient trompé Penn et Teller dans un épisode précédent.
3. ↑  Il avait déjà trompé Penn et Teller dans un épisode précédent.
4. ↑  Il avait trompé Penn et Teller dans un épisode précédent.
5. ↑  Il avait trompé Penn et Teller dans un épisode précédent.
6. ↑  Penn et Teller ont révélé durant l'épisode spécial April Fool Us Day du 1 avril 2019 que, dans les scènes supprimées de l'épisode, Duvivier avait initialement indiquée qu'elle n'avait pas réussi à les trompé, à cause d'une incompréhension du langage crypté de Penn. Cependant, après que Teller se soit rendu en arrière-scène pour parler avec elle en privé sur les techniques utilisées sur scène, il informe Penn qu'ils ont eu une mauvaise supposition. Ils ont ensuite appelé Duviver sur scène et lui ont dit qu'elle les avait trompé, ce qui est montré durant la diffusion originale de l'épisode.

### Spécial (2019)
| №  | Titre                  | Première diffusion | Code de prod. |
| -- | ---------------------- | ------------------ | ------------- |
| 63 | April Fool Us Day 2019 | 1 avril 2019       | N/A           |

## Réception

### Critiques
Les lecteurs de UKGameshows.com ont attribué à l'émission la deuxième place du Hall of fame des meilleures nouvelles séries de 2011,.

### Audiences U.S.

#### Saison 1 (2011)
| No. | Titre                        | Diffusion         | Évaluation/partage (18-49) | Audience (millions) |
| --- | ---------------------------- | ----------------- | -------------------------- | ------------------- |
| 1   | How to Saw a Woman in Half   | 6 août 2014       | 0.5/2                      | 1.45                |
| 2   | Teller Sucks... Helium       | 24 septembre 2014 | 0.5/2                      | 1.51                |
| 3   | Stab a Card, Any Card…       | 30 juillet 2014   | 0.5/2                      | 1.75                |
| 4   | Solid Goldfish               | 20 août 2014      | 0.5/2                      | 1.69                |
| 5   | Teller is a Blockhead        | 3 septembre 2014  | 0.7/2                      | 2.07                |
| 6   | Penn Gets Nailed             | 10 septembre 2014 | 0.5/2                      | 1.73                |
| 7   | The Magic of Polyester       | 17 septembre 2014 | 0.5/2                      | 1.58                |
| 8   | A Bellyful of Needles        | 13 août 2014      | 0.5/2                      | 1.68                |
| 9   | Water Tanks for the Memories | 27 août 2014      | 0.5/2                      | 1.59                |

#### Saison 2 (2015)
| No. | Titre                             | Diffusion         | Évaluation/partage (18-49) | Audience (millions) |
| --- | --------------------------------- | ----------------- | -------------------------- | ------------------- |
| 1   | Phone-y Business                  | 6 juillet 2015    | 0.5/2                      | 1.66                |
| 2   | The Invisi-Ball Thread            | 13 juillet 2015   | 0.5/2                      | 2.01                |
| 3   | Shoot to Kill                     | 20 juillet 2015   | 0.5/2                      | 1.81                |
| 4   | Knife of the Party                | 27 juillet 2015   | 0.6/3                      | 2.24                |
| 5   | Mission Impossi-Ball              | 3 août 2015       | 0.5/2                      | 2.06                |
| 6   | Now THAT'S Bunny!                 | 10 août 2015      | 0.6/2                      | 2.35                |
| 7   | Penn's Favorite Card Trick        | 17 août 2015      | 0.5/2                      | 2.10                |
| 8   | Teller Plays with a Full Deck     | 24 août 2015      | 0.5/2                      | 1.87                |
| 9   | Star Spangled Magic               | 31 août 2015      | 0.6/2                      | 2.11                |
| 10  | Where There's Smoke There's Magic | 14 septembre 2015 | 0.5/2                      | 1.46                |
| 11  | Teller Deflowers a Shadow         | 21 septembre 2015 | 0.3/1                      | 1.15                |
| 12  | Penn & Teller Ring Someone's Neck | 28 septembre 2015 | 0.4/1                      | 1.34                |
| 13  | An Egg-Cellent Trick              | 5 octobre 2015    | 0.4/1                      | 1.36                |

#### Saison 3 (2016)
| No. | Titre                                | Diffusion         | Évaluation/partage (18-49) | Audience (millions) |
| --- | ------------------------------------ | ----------------- | -------------------------- | ------------------- |
| 1   | Won't Get Fooled Again...?           | 13 juillet 2016   | 0.4/2                      | 1.46                |
| 2   | Jesse Eisenberg Gets Carded          | 20 juillet 2016   | 0.3/1                      | 1.21                |
| 3   | Penn & Teller Have a Blast           | 27 juillet 2016   | 0.3/1                      | 1.18                |
| 4   | Penn Plays with Fire                 | 3 août 2016       | 0.4/2                      | 1.42                |
| 5   | You Dirty Rathead!                   | 10 août 2016      | 0.4/1                      | 1.43                |
| 6   | Penn & Teller Snake their Chances    | 17 août 2016      | 0.3/1                      | 1.47                |
| 7   | Juggle, Juggle, Penn's in Trouble    | 24 août 2016      | 0.4/2                      | 1.49                |
| 8   | Here's Moxie!                        | 31 août 2016      | 0.5/2                      | 1.78                |
| 9   | The Great Escape                     | 2 septembre 2016  | 0.3/1                      | 1.28                |
| 10  | Tea Or Not To Tea                    | 7 septembre 2016  | 0.4/1                      | 1.54                |
| 11  | Penn & Teller Get Trapped            | 9 septembre 2016  | 0.3/1                      | 1.41                |
| 12  | Penn & Teller Rip for Your Pleasure  | 14 septembre 2016 | 0.4/2                      | 1.38                |
| 13  | Can Penn & Teller Fool Penn & Teller | 16 septembre 2016 | 0.3/1                      | 1.34                |

#### Saison 4 (2017)
| No. | Titre                                   | Diffusion         | Évaluation/partage (18-49) | Audience (millions) |
| --- | --------------------------------------- | ----------------- | -------------------------- | ------------------- |
| 1   | Penn & Teller Teach You a Trick         | 13 juillet 2017   | 0.4/2                      | 1.62                |
| 2   | Penn, Teller and a Mind Reading Chicken | 20 juillet 2017   | 0.4/2                      | 1.72                |
| 3   | Teller Flips a Bird                     | 7 juillet 2017    | 0.4/2                      | 1.56                |
| 4   | 50/50 Chance                            | 3 août 2017       | 0.4/2                      | 1.64                |
| 5   | Does This Trick Ring a Bell?            | 10 août 2017      | 0.3/1                      | 1.53                |
| 6   | Something Fishy This Way Comes          | 17 août 2017      | 0.4/2                      | 1.49                |
| 7   | A Big Round of Applause for Alyson      | 24 août 2017      | 0.4/2                      | 1.48                |
| 8   | I Dream of Genie Tube                   | 7 septembre 2017  | 0.4/2                      | 1.42                |
| 9   | Penn & Teller Are Full of Hot Air       | 14 septembre 2017 | 0.4/2                      | 1.48                |
| 10  | Monkey Business                         | 21 septembre 2017 | 0.4/2                      | 1.55                |
| 11  | Penn Does the Heavy Lifting             | 25 septembre 2017 | 0.2/1                      | 0.92                |
| 12  | Penn & Teller & Dracula                 | 28 septembre 2017 | 0.4/2                      | 1.66                |
| 13  | Hanging Out with Penn & Teller          | 30 novembre 2017  | 0.3/1                      | 1.14                |

#### Spécial (2018)
| No. | Titre             | Diffusion    | Évaluation/partage (18-49) | Audience (millions) |
| --- | ----------------- | ------------ | -------------------------- | ------------------- |
| 1   | April Fool Us Day | 2 avril 2018 | 0.3/1                      | 0.94                |

#### Saison 5 (2018)
| No. | Titre                              | Diffusion         | Évaluation/partage (18-49) | Audience (millions) |
| --- | ---------------------------------- | ----------------- | -------------------------- | ------------------- |
| 1   | Penn the Magic Dragon              | 25 June 2018      | 0.3/1                      | 1.35                |
| 2   | The Rematch                        | 2 juillet 2018    | 0.3/1                      | 1.34                |
| 3   | Penn & Teller Get Loopy            | 9 juillet 2018    | 0.3/1                      | 1.29                |
| 4   | Here Comes the Magic               | 16 juillet 2018   | 0.3/1                      | 1.39                |
| 5   | Psych!!                            | 23 juillet 2018   | 0.3/1                      | 1.45                |
| 6   | Penn & Teller Against the World    | 30 juillet 2018   | 0.3/1                      | 1.38                |
| 7   | Imagine (Magic) Dragons            | 6 août 2018       | 0.3/1                      | 1.31                |
| 8   | Here Lie Penn & Teller             | 13 août 2018      | 0.4/2                      | 1.60                |
| 9   | Teller's Gambling Problem          | 20 août 2018      | 0.3/1                      | 1.28                |
| 10  | Penn & Teller Keep You In Suspense | 27 août 2018      | 0.4/2                      | 1.62                |
| 11  | The Fool Us Zone                   | 3 septembre 2018  | 0.3/1                      | 1.34                |
| 12  | Never Trust A Magician             | 24 septembre 2018 | 0.2/1                      | 0.89                |
| 13  | Let's Hear It For The Kids         | 1 octobre 2018    | 0.3/1                      | 1.16                |

## Diffusion
En Australie, l’émission était diffusée sur ABC1 chaque samedi à partir du 1er octobre 2011,. En Nouvelle-Zélande, la diffusion de l’émission a commencé sur ChoiceTV chaque samedi à partir du 28 avril 2012. The CW acquit les droits de diffusion aux États-Unis et commença sa diffusion le 30 juillet 2014. L'épisode pilote a été réduit à une heure (incluant les publicités) pour rentrer dans son créneau horaire,. Au Canada, la série a été diffusée le 24 août 2015 sur Bite TV avant d'être renommée en Makeful. La chaîne britannique Channel 5, a acheté les droits pour diffuser la seconde saison à partir du 6 mars 2016.

## Autres versions
- En 2011 le format de l'émission a été vendu à un diffuseur Ukrainien STB, qui produira une version locale[1].
- En 2012 la chaîne israélienne Aroutz 2 a obtenu l'autorisation de produire leur version de l'émission. L'émission a été renommée Mi Yapil Et Ha Master (Who Can Fool The Master?). Penn et Teller ont été sollicités pour être les juges mais ont dû décliner en raison d'autres engagements. Max Maven a pris leur place, et le gagnant de l'émission fut le mentaliste Eran Biderman[33].